# Salwina
Salwina – żeńska forma imienia Salwin (lub Salwiusz).
Salwina imieniny obchodzi 12 maja, 12 października.